# Tenaha (Mauritania)
Tenaha è uno dei tre comuni del dipartimento di Kankossa, situato nella regione di Assaba in Mauritania. Contava 9.255 abitanti nel censimento della popolazione del 2000 e 13.968 nel 2013.